# Юлія Друзілла (дочка Калігули)
Юлія Друзілла (лат. Iulia Drusilla) (середина 39 р. — 24 січня 41 р. Рим), іноді відома як Друзілла Молодша (лат. Drusilla Minor) за життя була єдиною дитиною римського імператора Гая (Калігули) та його четвертої та останньої дружини Мілонії Цезонії. Однорічна Юлія Друзілла була вбита разом зі своїми батьками 24 січня 41 року.

## Біографія
Названа на честь своєї покійної тітки та улюбленої сестри свого батька, Юлії Друзілли. Юлія народилася незабаром після того, як Калігула одружився з Мілонією Цезонією (за деякими джерелами вона народилася в той самий день, що й шлюб). Дата одруження її батьків точно не встановлена, але відомо, що це було десь влітку 39 року нашої ери. У неї було три старші зведені сестри від попереднього шлюбу її матері з невідомим чоловіком. Коли Друзілла народилася, Калігула відвів її до храму, де містилися статуї богинь, і посадив її на коліна Мінерви, доручивши богині вигодовувати та навчати його нову дочку.
Шлюб Калігули з Цезонією відносно Юлії Друзілли, їхньої доньки, є предметом суперечок серед істориків. Светоній стверджує, що Калігула щиро, пристрасно і віддано любив Цезонію ще до того, як вони одружилися і до дня своєї смерті, в іншому випадку ж Светоній сильно критикує романтичні та сексуальні дії Калігули. Вуд, однак, стверджує, що причиною поспішного одруження Калігули з ані молодою, ані вродливою Цезонією була нібито незаконність його дочки. Якби Калігула одружився з матір'ю Юлії, дитина стала б його спадкоємицею. Вінтерлінг і Шнайдер стверджують, що порядок подій свідчить про те, що Калігула не хотів одружуватися, поки у нього не народилася дитина, яка мала б стати метою союзу.

 
Незабаром після народження доньки Калігула встановив по Риму скриньки для пожертвувань з позначкою «Напій Юлії» або «Їжа Юлії». За словами Светонія, Калігула вважав, що Мінерва контролюватиме розвиток і освіту його дочки. Далі Светоній стверджує, що 
«Ніщо так не доводило, що це справді його нащадок, як та неймовірна жорстокість, з якою дитя драпало лиця й очі немовлят, з якими гралося».
 У світлі засудження її батька Светонієм це виглядає більше як антикалігуліанська пропаганда та спроба виправдати вбивство дитини, стверджуючи, що вона успадкувала погані якості свого батька.

## Вбивство

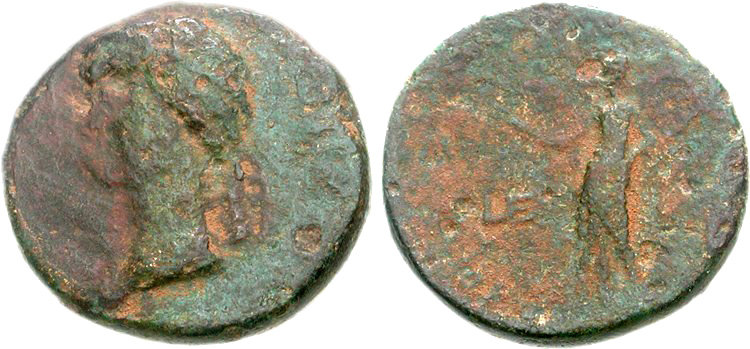
Монета з зображенням Цезонії разом з Юлією Друзіллою

24 січня 41 року Юлія Друзілла та її батьки перебували в імператорському палацовому комплексі на Палатинському пагорбі в Римі. Змова з метою вбивства Калігули і заміни його на Клавдія обговорювалася вже деякий час. Поки Калігула виступав перед акторською трупою юнаків під час серії ігор і театральних вистав, влаштованих для божественного Августа, преторіанська гвардія на чолі з Кассієм Хереєм штурмувала імператорський комплекс.
Криптопортик (підземний коридор), де мала відбутися ця подія, був виявлений під імператорськими палацами на Палатинському пагорбі. Коли вірна германська гвардія Калігули відреагувала, імператор був уже мертвий. Через кілька годин імператриця Мілонія була смертельно поранена Лупусом, трибуном, спеціально посланим Хереєю, щоб вбити двох інших членів сім'ї. Друзілла була «розбита об стіни».

### Наслідки
Після їхнього вбивства всі зображення та скульптури імператриці Мілонії та юної Друзілли Молодшої були знищені в надії змусити людей забути про їхнє існування, як свого роду damnatio memoriae (лат. прокляття пам'яті). Хоча інші, більш вагомі мотиви спричинили смерть її батьків, вбивство Друзілли було виправдане лише її походженням: як єдина законна дитина Калігули, вона могла претендувати на трон для своїх нащадків або навіть для себе. Єдине збережене зображення Друзілли — це монета, випущена Іродом Агріппою Великим, царем юдейським, на якій Друзілла зображена маленькою дитиною, що сидить поруч із матірю Цезонією. На монеті написано: "Друзіллі, дочці Августа".

## Вплив на економіку
Народження Юлії Друзілли дало Калігулі додатковий привід обкласти імперію більшими податками за тягар батьківства. Светоній каже: 
«почав скаржитися не лише на свою бідність як імператора, але й на додаткові батьківські клопоти, і почав стягати кошти на виховання доньки та придане. Проголосив, що прийматиме подарунки на новий рік і на січневі календи стояв у воротах будинку й ловив гроші, що пригоршнями й подолами кидала йому різношерста юрба. Врешті, запалившись жадобою торкатися грошей, часто громадив купами золоті монети по широкій підлозі й ходив по них босоніж або ж качався по них цілим тілом». 